# Rosalia splendens
Rosalia splendens là một loài bọ cánh cứng trong họ Cerambycidae.